# Linea tettonica di Itoigawa-Shizuoka
La linea tettonica di Itoigawa-Shizuoka (ISTL) (糸魚川静岡構造線?, Itoigawa Shizuoka Kōzō Sen), abbreviata anche in Ito Shizu Sen (糸静線?), è una vasta faglia tettonica presente nell'isola giapponese di Honshū e che si estende dalla città di Itoigawa, nella prefettura di Niigata, attraverso il lago Suwa fino alla città di Shizuoka, nella prefettura omonima. Viene spesso confusa o identificata con la Fossa Magna, una formazione geologica situata alla sua estremità occidentale.

## Caratteristiche

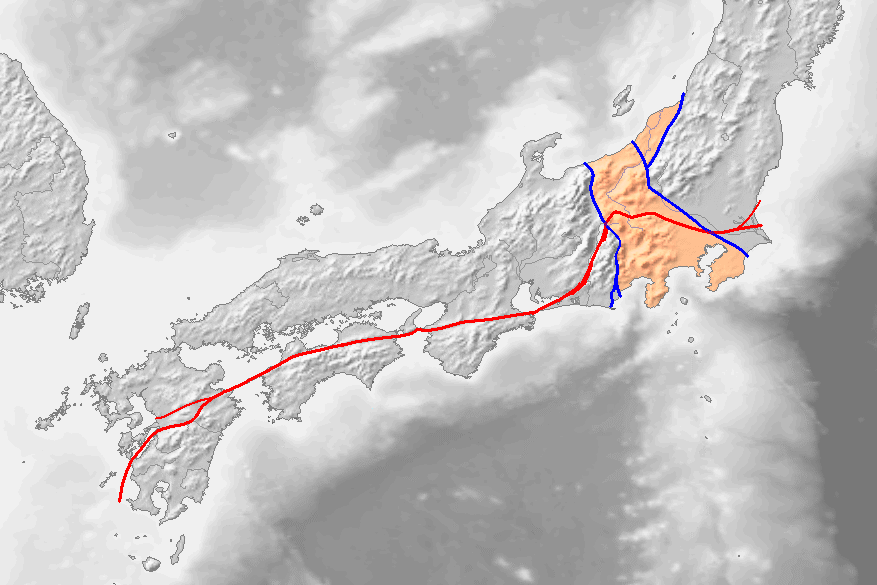
La linea blu a sinistra indica la faglia; la zona color arancio rappresenta la Fossa Magna. La lunga linea rossa indica la linea tettonica mediana giapponese.

La linea tettonica di Itoigawa-Shizuoka (normalmente abbreviata in ISTL, acronimo dell'inglese Itoigawa-Shizuoka Tectonic Line), è una faglia lunga 158 km che attraversa da nord a sud Honshū, l'isola principale dell'arcipelago giapponese. Inizia dalla città di Itoigawa, nella prefettura di Niigata, a ridosso del Mar del Giappone, si sviluppa poi a ovest dei Monti Hida (detti le Alpi del nord) nella vallata di Hakuba e attraverso la valle di Hayakawa a est dei Monti Akaishi, a sud del lago Suwa, nella prefettura di Nagano. Termina poi a Shizuoka, capitale della prefettura omonima, ridosso dell'Oceano Pacifico.
Costituisce il limite occidentale della Fossa Magna (フォッサマグナ?) e taglia la linea tettonica mediana giapponese a sudovest di Chino, nella prefettura di Nagano, al complesso del santuario Suwa.
È posizionata al limite tra due placche tettoniche, la placca euroasiatica e la placca nordamericana.

## Attività sismica
Tra i numerosi terremoti che avvengono frequentemente lungo questa faglia tettonica, i più recenti da segnalare sono:
- M 5,4 del 30 giugno 2011 con epicentro in prossimità di Matsumoto nella prefettura di Nagano. Ci furono un morto e 17 feriti.[3][4]
- M 6,7 del 22 novembre 2014 con epicentro presso la città di Hakuba nella prefettura di Nagano. Causò 46 feriti.[5][6]